# District Antwerpen-Brabant-Limburg
District Antwerpen-Brabant-Limburg is een kerkdistrict dat deel uitmaakt van de Verenigde Protestantse Kerk in België. Ze telt 23 gemeenten.

## Gemeenten

### Antwerpen
- Duitssprekende Evangelische Gemeenten van de Provincie Antwerpen (Duits: Deutschsprachigen Evangelischen Gemeinde Provinz Antwerpen - DEGPA) te Antwerpen
- Verenigde Protestantse kerk te Antwerpen-Linkeroever
- Protestantse kerk "De Brabantse Olijfberg" te Antwerpen-Noord
- Christusgemeente Antwerpen-Oost
- Protestantse kerk "De Wijngaard" te Antwerpen-Zuid
- Evangelische kerk te Balen
- Protestants-Evangelische kerk Boechout
- VPKB-kapel De Olijftak te Brasschaat
- DEGPA Brasschaat
- Ghanese Presbyteriaanse kerk (Presbyterian church of Ghana) te Mechelen
- VPKB-gemeente Mechelen-Noord
- Protestantse Zandpoortkerk te Mechelen-Zuid
- Protestantse Kerk Turnhout

### Limburg
- Evangelische Johanneskerk te Genk
- VKPB-gemeente Hasselt

### Vlaams-Brabant en Brussel
- Protestantse Bethlehemkerk te Anderlecht
- Koreaanse kerk te Brussel
- Protestantse kerk Brussel
- Verenigde Protestantse Kerk te Leuven
- W.O.T.O. te Overijse
- Protestantse William Tyndalekerk te Vilvoorde
- Protestants-Evangelische Kerk Landen